# Kellertheater Bremgarten

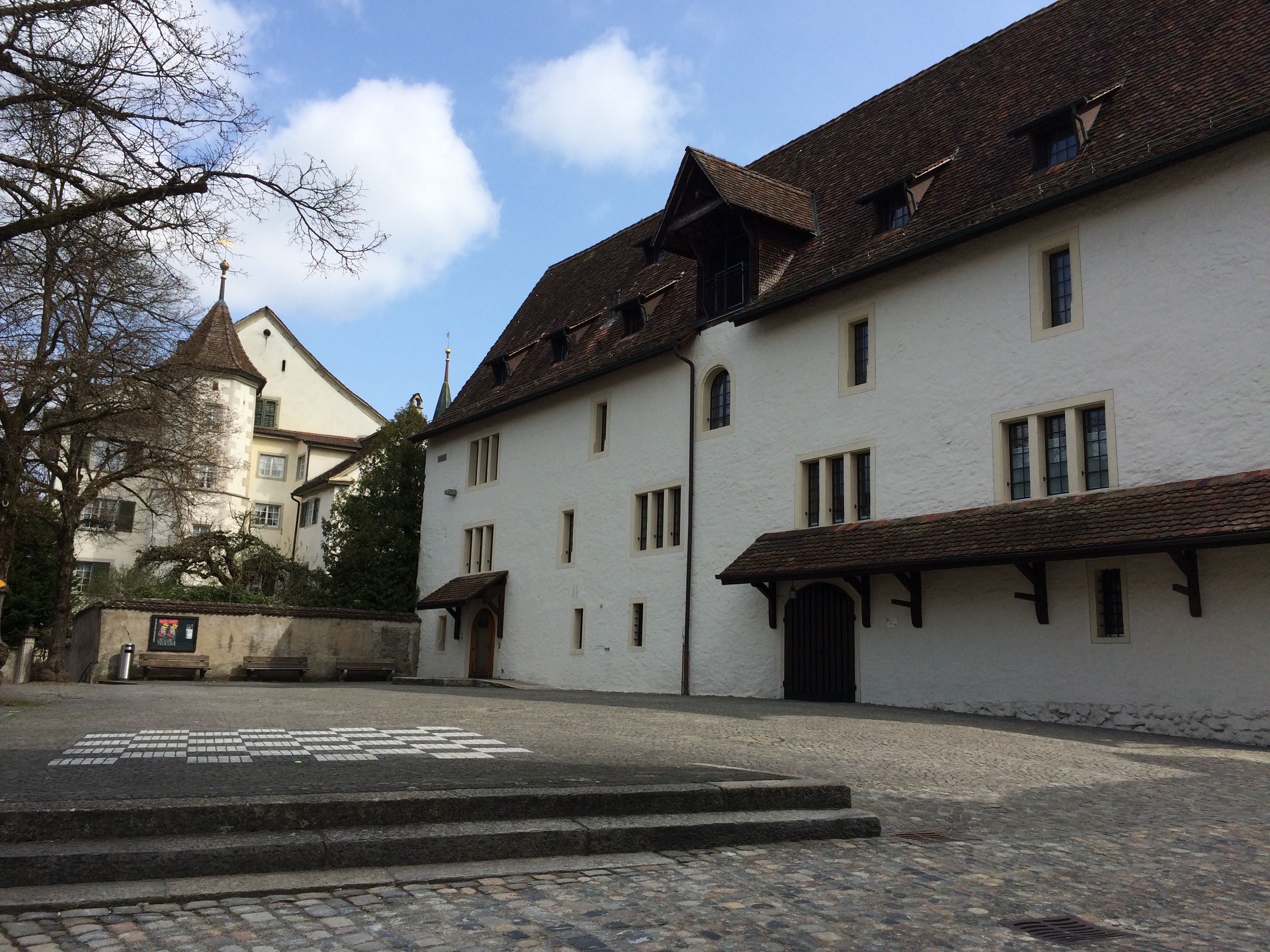
Im zweiten Stockwerk des Schellenhauses betreibt das Kellertheater seine Spielstätte.

Das Kellertheater Bremgarten ist ein 1967 gegründetes Kleintheater in Bremgarten im Kanton Aargau. Neben dem Gastspielprogramm, dem Figuren- und dem Jugendtheater erarbeitet es jährlich eine Eigeninszenierung. Betrieben wird das Theater von rund 80 Freiwilligen in ehrenamtlicher Arbeit. Das Kellertheater wird von privaten Gönnern, der Stadt Bremgarten, vom Aargauer Kuratorium, dem Swisslos-Fonds des Kantons Aargau und dem Migros-Kulturprozent finanziell unterstützt.

## Geschichte

### Gründung
Mitte der 1960er-Jahre erlebte Bremgarten, Kleinstadt an der Reuss, einen kulturellen Aufbruch. Aus dem lokalen Jungsmannschaftstheater und dem Cabaret Brämestich entwickelte sich eine aktive Theatergruppe, deren erste Darbietungen im «Postkeller» unter der damaligen Post und dem Hotel Krone ihr Publikum fanden. Ermutigt vom Erfolg der ersten Aufführung am 28. Januar 1967 (Johann Nestroys Frühere Verhältnisse und Der Hund im Hirn von Curt Goetz) folgten jährlich zwei bis drei Eigeninszenierungen. Schon 1968/1969 wurde auf dem Schellenhausplatz die erste Freilichtaufführung gespielt und mit Der Froschkönig der Brüder Grimm die Inszenierung einer Serie von Märchen gestartet.

### Vom «Postkeller» ins «Schellenhaus»
Aufgrund der engen Platzverhältnisse im «Postkeller» machte sich die Theatergruppe bald auf die Suche nach einer neuen Spielstätte. Diese wurde im sanierungsbedürftigen «Schellenhaus», ebenfalls in der Bremgarter Altstadt, gefunden. Seither wird ein Teil dieses historischen Gebäudes dem Kellertheater von der Ortsbürgergemeinde Bremgarten zur Verfügung gestellt. Für die Sanierung des «Schellenhauses» hatte die Theatergruppe vorgängig 150'000 Franken in Form von Sachsponsoring und Fronarbeit der Vereinsmitglieder beizutragen. Mit William Shakespeares Komödie Liebe leidet mit Lust wurde das neue Theater am 22. September 1973 eröffnet. Da der Name beibehalten wurde, gilt es seither als «das möglicherweise weltweit einzige Kellertheater im zweiten Stockwerk». Seither bietet das Kellertheater rund 120 Sitzplätze und verfügt mit Bühne, Beleuchtungstechnik, Warenlift, Garderoben und Barbetrieb über eine professionelle Infrastruktur.

### Leitung
Erster Präsident des Vereins «Kellertheater Bremgarten» war Othmar Schaufelbühl. Dieser stellte als Ortsbürger einerseits die Kontakte für die Suche nach einer neuen Spielstätte her und realisierte andererseits als Architekt den Umbau des «Schellenhauses» in ein Theater. Künstlerischer Leiter wurde Willy Haller. Dieser verliess das Kellertheater 1977 nach Meinungsverschiedenheiten über die Ausrichtung des Theaters und gründete ebenfalls in Bremgarten das «Theater am Spittel», das bis 1998 Bestand hatte. Seither wird das Kellertheater im Kollektiv durch den Vorstand geleitet. Von 2001 bis 2014 amtete der Historiker Fridolin Kurmann als Präsident, dessen Nachfolge der Lehrer und Theaterpädagoge Simon Landwehr übernahm.

## Sparten

### Eigeninszenierungen
Bis Ende der 1980er-Jahre bot das Kellertheater Bremgarten mit wenigen Ausnahmen mehrere Eigeninszenierungen pro Saison an. Das Spektrum bewegte sich von Dramen (z. B. Endspiel von Samuel Beckett 1975/76) über Komödien (z. B. Die große Wut des Philipp Hotz von Max Frisch 1970/71 oder Hin und Her von Ödön von Horváth 1993/94) bis zu Märchen (z. B. Der Froschkönig 1968/69, Rumpelstilzchen 1969/70 oder Frau Holle der Brüder Grimm 1971/72, alle nach dem Drehbuch des Schauspielers Jörg Schneider). 
Besondere Aufmerksamkeit erregten neben dem skandalträchtigen Dialektstück Sennentuntschi 1975/76, mit dem der Schweizer Schriftsteller Hansjörg Schneider bekannt wurde, auch die Freilichtaufführungen wie z. B. Heinrich Bullinger anlässlich des 500. Geburtstags des Bremgarter Reformators oder 2011/12 die aufwändige Inszenierung Mit Chrüüz und Fahne in Gedenken an den Zweiten Villmergerkrieg von 1712, eine Produktion zusammen mit der Theatergruppe Villmergen, dem Sternensaal Wohlen und «Murikultur». Unter der Regie von Dodó Deér inszenierte das Kellertheater 2017 zu seinem 50-jährigen Bestehen das Stück Fiire von den Schweizer Autoren Guy Krneta, Simon Ledermann, Rebecca C. Schnyder und Paul Steinmann.

### Figurentheater
1991 wurde mit dem Figurentheater ein weiteres Angebot geschaffen. Als erstes Stück wurde die Prinzessin Pfiffigunde nach einer Geschichte von Babette Cole aufgeführt. Es folgten jährlich weitere Vorstellungen, wobei sich die Spieler regelmässig in Kursen weiterbildeten. Dargeboten wurden neben bekannten Märchen wie etwa derjenigen der Brüder Grimm (z. B. Tischlein deck dich) auch neuere oder zeitgenössische Geschichten (z. B. Das Traumfresserchen von Michael Ende oder Molly und der schreckliche Käpten Knitterbart nach Käpten Knitterbart und seine Bande von Cornelia Funke).

### «Junge Bühne»
Schon vor dem Figurentheater hatten Produktionen für Kinder und Jugendliche einen hohen Stellenwert. So hatte das Kinder- und Jugendtheater «Spatz & Co.» um Jean Grädel und Lilly Friedrich seinen Sitz anfänglich im Bremgartner Kellertheater. Die Gruppe, aus der 1992 «Zamt & Zunder» hervorging, war Ende der 1970er- und Anfang der 1980er-Jahre «ein wichtiger kulturpolitischer Motor für das Kinder- und Jugendtheater in der Schweiz».
Mit den Theaterkursen Infiziert betreibt das Kellertheater Bremgarten seit 2008 Jugendförderung im eigenen Haus. Das Angebot richtet sich an Kinder zwischen 8 und 12 und an Jugendliche zwischen 12 und 16 Jahren sowie an über 16-Jährige. Aus diesen Gruppen bildete sich 2015 die «Junge Bühne» als dritte Sparte des Kellertheaters. Jugendliche und junge Erwachsener erarbeiten in diesem Rahmen ebenfalls jährlich eine Eigeninszenierung und führen diese auf. In die Medien geriet die «Junge Bühne» schon ein Jahr nach deren Gründung, weil die lokalen Behörden ihr die Aufführung von Wald:Park beim Erdmannlistein im Bremgarter Wald nicht bewilligten.

### Gastspiele
Seit Beginn führte das Kellertheater Bremgarten neben Eigeninszenierungen auch Gastspiele durch. Das erste bestritt der Schweizer Kabarettist und Schauspieler Alfred Rasser. Es folgten Engagements deutschsprachiger Kunstschaffender, darunter die Autoren Silvio Blatter, Alex Capus und Judith Giovannelli-Blocher, die Kabarettisten Frölein Da Capo, Philipp Galizia, Franz Hohler, Hanns Dieter Hüsch und Emil Steinberger oder die Musiker Egon Egemann, Max Lässer und Reinhard Mey.

## Trägerschaft
Getragen wird das Kellertheater zur Hauptsache durch die Freiwilligenarbeit der Vereinsmitglieder. Zudem erhält es Zuwendungen von der öffentlichen Hand (z. B. von der Einwohner- und der Ortsbürgergemeinde Bremgarten, dem Aargauer Kuratorium und dem Swisslos-Fonds des Kantons Aargau), von Sponsoren (z. B. vom Migros-Kulturprozent) und privaten Gönnern.

## Auszeichnungen
- Förderpreis der Ortsbürger Bremgarten 2011[9]